# Lagunillas de Agua
Lagunillas de Agua fue una localidad del estado Zulia, Venezuela, fundada por los indígenas, donde se estableció una misión de frailes en el siglo XVI y que se incendió totalmente en 1939.

## Etimología
Lagunillas es el diminutivo castellano para Lagunas, fue llamada así debido a los pantanos vecinos que existían desde tiempos ancestrales. Lagunillas junto con los actuales Ceuta, Tomoporo, Moporo y Sinamaica era uno de los "Pueblos de Agua", construidos por los indígenas sobre palafitos hincados en el fondo del lago de Maracaibo. Américo Vespucio cuando entró al lago junto a Alonso de Ojeda bautizó el territorio como Venezuela, porque le recordaban los canales de Venecia.

## Historia
Lagunillas de Agua o  Paraute en lengua Arawaca, fue fundada en tiempos ancestrales por los indígenas Zaparas, quienes vivían de la pesca y el comercio en el lago, entre otros pueblos de agua y con las tribus de tierra firme como los Caquetíos (Costa Oriental), los Bobures (Sur del Lago), los Onotos y los Wayuú. En el siglo XVI se fundó la primera misión de frailes, la cual tuvo una acción intermitente sobre los indígenas, más por los malos tratos de los conquistadores que por la acción de los frailes. Los indios añú de Paraute fueron protagonistas de la defensa del Lago frente a la pretensión colonial castellana. El cacique Tomaenguola es un símbolo de esa épica resistencia, que continuaron Camiseto y Mataguelo sumados a la gesta nigaleana de 1607.
A principios del siglo XVI el cacique Nígale de los indios Zaparas creó una confederación con Ceuta, Tomoporo, Moporo, Zapara, Lagunillas (Paraute), Sinamaica e Isla de Toas, para luchar contra los españoles saboteando el comercio en el lago de Maracaibo. Nígale fue capturado y ejecutado en 1607 por Juan Pacheco Maldonado terminando así la resistencia indígena en la región.
Con el descubrimiento del campo Lagunillas en 1926 con el pozo Lago-1, el pueblo experimentó un rápido crecimiento dada la afluencia de obreros desde otras partes del país y desde las Antillas. La riqueza fácil lo convirtió en sitio de bares y riñas. En los primeros 30's la Royal Dutch Shell construyó un dique de contención, el cual secó las lagunas naturales en la costa oriental, allí construyeron pozos, instalaciones y residencias creando Lagunillas de Tierra.
La ubicación geográfica de Paraute es de suma importancia para la demarcación del territorio indígena, ya que marca el hito oriental en la posesión originaria de la nación de Nigale. El trazado en paralelo al Ecuador da la base de un trapecio que se eleva hacia el caño Oribor y la isla Zapara, abre su anchura al río Limón, Sinamaica, abrazando Maracaibo hasta Barranquita. Este es el hábitat añú que aún no se ha definido oficialmente, constituyendo una deuda constitucional del Estado con los legítimos dueños del lago de Maracaibo.

## Siniestro

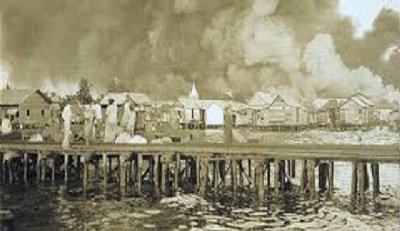
Incendio de Lagunillas de Agua.

El 13 de noviembre de 1939 un pavoroso incendio destruyó Lagunillas de Agua con un saldo de más de 200 muertos. Existen varias hipótesis sobre las causas del incendio que impulsó el definitivo y determinante traslado de la población a tierra firme. Lo cierto es que la actividad petrolera produjo una capa aceitosa sobre el lago, la cual tenía el potencial de incendiar las casas de madera construidas sobre palafitos en el lago. Una hipótesis es la caída accidental de una lámpara de kerosene al lago desde el Bar Caracas. Otra es un incendio provocado por una compañía petrolera cuando se iba a vencer su concesión, dicha compañía ayudó a la reconstrucción y conservó la concesión después de todo, no hay pruebas de este hecho.

Los diarios de la época enfatizaban el bien que se había producido con la destrucción del antro del vicio, sin contar en las pérdidas humanas, lo que sugiere intereses en la destrucción de Lagunillas de Agua y la construcción de Lagunillas de Tierra y Ciudad Ojeda. Un testimonio clave para descifrar los enigmas de Paraute, lo dejó el activista social Jesús Faría. 
"En noviembre de 1939 me encontraba en Lagunillas. Trabajaba para el PCV y para el sindicato, sin ninguna remuneración. El día 14 de noviembre (debería decir el 13) de 1939 estalló un oleoducto sublacustre, precisamente frente a Lagunillas. La capa de petróleo "vivo" empezó a cubrir las orillas del lago, donde estaban levantadas sobre maporas las casas de aquella pequeña "Venecia" tropical y aborigen".
Y sigue:
"Como los peligros aumentaban, empezamos a reclamar ante las autoridades y ante la Gulf, empresa responsable del "reventón". Sin embargo, nada se hizo para evitar el incendio que se veía como algo inevitable, si no cerraban la válvula del oleoducto roto. A eso de las ocho de la noche estalló un violento incendio y cubrió miles de metros cuadrados de superficie sobre las aguas y debajo de las casas de madera levantadas sobre estacas. Este fuego, animado por una fuerte brisa que soplaba en aquel momento, atrapó a miles de hombres, mujeres, niños y ancianos. Algunas personas salvaron sus vidas partiendo lago adentro en cayucos. Otros cruzaron el fuego por la planchada, pero ésta quedó cortada a los pocos minutos".
Continúa su testimonio Faría: 
"Como el pueblo estaba atrapado entre los muelles de la Gulf y la VOC, los marinos de turno allí anclados acercaron sus lanchas y salvaron mucha gente, pero los que vivían en el centro casi todos murieron quemados o ahogados. Cuando estalló el incendio, yo daba mis clases de primeras letras a pocos metros de la orilla. Tres de mis alumnos corrieron a salvar sus pertenencias, pero los tres desaparecieron. Eran obreros jóvenes, poderosos, buenos nadadores y, sin embargo, perecieron. ¿Qué se podría esperar para las infelices madres cargadas de niños pequeños?"
EL gobierno del general Eleazar López Contreras, trató de ocultar el incidente y la prensa llegó a desmentir sus propias primicias minimizando la tragedia, al punto que en pocos días ya parecía que nada hubiese pasado.

## Legado
- La reubicación de los damnificados, llevó a la construcción de Ciudad Ojeda.

- La bandera y el escudo del municipio Lagunillas tienen la imagen del ave Fénix, símbolo de que Ciudad Ojeda y Lagunillas de Agua surgieron de las cenizas de Lagunillas de agua.